# 71. Sinfonie (Haydn)
Die Sinfonie B-Dur Hoboken-Verzeichnis I:71 komponierte Joseph Haydn wahrscheinlich um 1778/79.

## Allgemeines

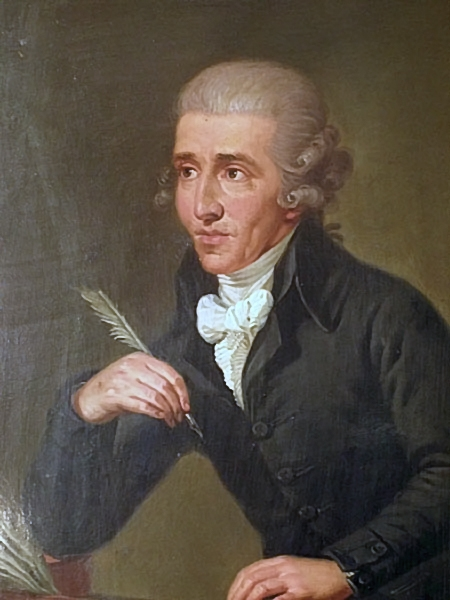
Joseph Haydn (Gemälde von Ludwig Guttenbrunn, um 1770)

Die Sinfonie Nr. 71 komponierte Haydn wahrscheinlich um 1778/79 während seiner Anstellung als Kapellmeister beim Fürsten Nikolaus I. Esterházy. Das Autograph der Sinfonie ist verschollen, das Werk ist aber in einer nichtauthentischen Handschrift von 1780 überliefert.
Die Sinfonie ist zusammen mit den Sinfonien Nr. 62, 63, 70, 74 und 75 beim Berliner Verleger Hummel 1781 als „Oeuvre XVIII“ erschienen. Möglicherweise komponierte Haydn zumindest einige diese Sinfonien auf Drängen Hummels oder aus eigenem Marketinginteresse, um die für eine solche Serie übliche Zahl von sechs Sinfonien zu erreichen. Wie auch bei einigen anderen Werken, wird der eher „leichte“ Charakter der Sinfonie Nr. 71 teils (neben Haydns damaliger hoher Arbeitsauslastung im Opernbereich) damit in Zusammenhang gebracht, dass Haydn versuchte, durch „marktgängige“ Werke dem Geschmack des Publikums zu entsprechen, dessen Reaktionen er im Gegensatz zu dem von Esterháza nicht einschätzen konnte.
Das Werk wird in der Literatur unterschiedlich beurteilt. Howard Chandler Robbins Landon lobt insbesondere den ersten Satz als „frei von Oberflächlichkeiten“ und hebt ihn aus dem Umfeld der zeitnah entstandenen Sinfonien heraus. Michael Walter schreibt dagegen zum ersten Satz:

„In der Nr. 71 reiht Haydn linear musikalische Impulse aneinander, die durch eine Fortspinnung des Motivmaterials gewonnen werden. Der linear-zeitliche Verlauf des Themas und die Abfolge des logisch aus dem Anfang gewonnenen Motivmaterials sind völlig kongruent, nichts stört diesen eindimensionalen Verlauf, der leicht erfaßbar, aber eben auch so arm an musikalischen Impulsen ist, daß von einer Aktivierung des Hörverhaltens, wie sie typisch für Haydns Sinfonien der frühen und mittleren siebziger Jahre war, keine Rede sein kann.“

## Zur Musik
Besetzung:  Querflöte, zwei Oboen, Fagott, zwei Hörner, zwei Violinen, Viola, Cello, Kontrabass. Über die Beteiligung eines Cembalo-Continuos in Haydns Sinfonien bestehen unterschiedliche Auffassungen.
Aufführungszeit:  ca. 20 bis 25 Minuten (je nach Einhalten der vorgeschriebenen Wiederholungen).
Bei den hier benutzten Begriffen der Sonatensatzform ist zu berücksichtigen, dass dieses Schema in der ersten Hälfte des 19. Jahrhunderts entworfen wurde (siehe dort) und von daher nur mit Einschränkungen auf die Sinfonie Nr. 71 übertragen werden kann. – Die hier vorgenommene Beschreibung und Gliederung der Sätze ist als Vorschlag zu verstehen. Je nach Standpunkt sind auch andere Abgrenzungen und Deutungen möglich.

### Erster Satz: Adagio – Allegro con brio
Adagio: B-Dur, 4/4-Takt, Takt 1 bis 7
Die siebentaktige Einleitung wird von Streichern und Fagott bestritten. Sie besteht aus der dreimaligen, kontrastierenden Abfolge eines Forte-Unisonomotivs und einer Piano-Trillerfigur, beide Motive mit punktiertem Rhythmus. Die kurze Einleitung klingt als Fermate auf der Dominante F-Dur aus.

„Die kurze langsame Einleitung stellt meisterhaft die kontrastierenden Sujets „Majestät“ (punktierte Figuren im Einklang und Forte) und „Empfindsamkeit“ (getrillerte Vorhalte im Piano) nebeneinander – und zwar auf der gleichen melodischen Figur. Ihr musikalischer Gehalt wird im Verlauf des Anfangsthemas des Allegro con brio subtil wiederholt.“

„[In den um 1780] entstandenen Sinfonien erscheint die Einleitung differenzierter und vielgestaltiger, häufig werden dynamische und melodische Kontraste auf engem Raum nebeneinander gestellt wie besonders eindrucksvoll in Sinfonie 71, deren langsame Einleitung mit einer Länge von nur sieben Takten die kürzeste überhaupt ist.“

Allegro con brio: B-Dur, 3/4-Takt, Takt 8 bis 232

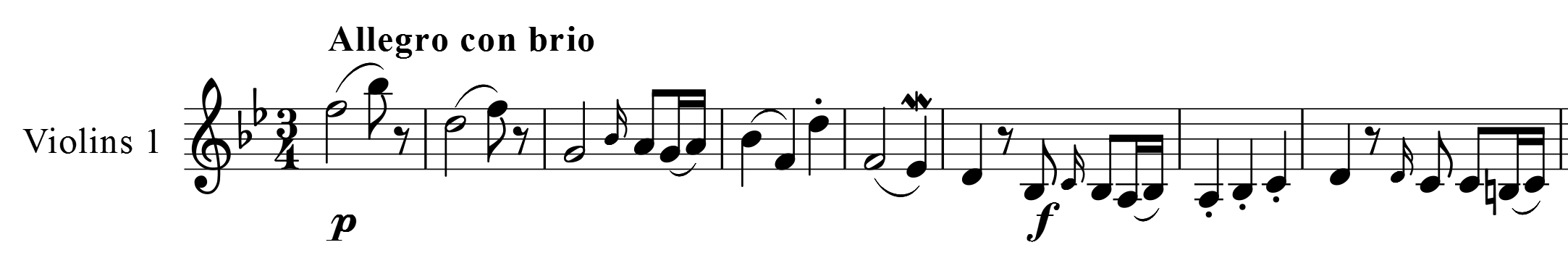
Beginn des Allegro con brio

Das erste Thema (Takt 8 bis 20) wird von Fagott und Streichern vorgestellt (also in derselben Instrumentierung wie das Adagio). Es besteht aus drei Phrasen: Phrase 1 mit sanglicher Piano-Streicherwendung, Phrase 2 im Unisono mit aufttaktigem Doppelschlag und Staccato-Figur aufwärts (der Doppelschlag ist je nach Standpunkt aus der Trillerfigur der Einleitung ableitbar; Antony Hodgson weist auf die Ähnlichkeit dieses Motivs zum Beginn der Sinfonie Nr. 51 hin), Phrase 3 als Piano-Schlusswendung mit einer Variante von Phrase 2 und schließender Kadenzformel. Das „weitgesponnene Hauptthema“, das „geprägt [ist] vom Kontrast zwischen graziöser Melodik und der rhythmischen Kraft eines im Unisono vorgetragenen Motivs (…)“, wird als Variante mit Phrase 2 und 3 wiederholt, wobei die Pausen von Phrase 2 durch charakteristische Vorhalte gefüllt sind.
Der energische Forte-Block ab Takt 29 greift das auftaktige „Doppelschlagmotiv“ von Phrase 2 auf und wechselt unter Synkopenbegleitung zur Dominante F-Dur. Dem zweiten Thema ist eine einleitende, „geheimnisvolle“ Piano-Passage vorgeschaltet, bei der die Instrumente taktweise versetzt mit gleichmäßig-klopfender Viertelbewegung (als Fortsetzung der vorangegangenen F-Dur – Akkordschläge, ursprünglich aus der Staccato-Figur von Phrase 2), eine „grüblerische“ Atmosphäre aufbauen. Dieser „zögerliche“ Gestus bestimmt auch das zweite Thema (ab Takt 61), das die klopfende Tonrepetition mit seinen Imitationen zwischen den Violinen aufgreift und am Schluss einige überraschend harmonische Wendungen bringt. Der die Exposition abschließende, energische Forte-Block ab Takt 76 ist durch seine gleichmäßige Achtelbewegung der Streicher mit teils großen Intervallsprüngen und die Trillerfigur im punktierten Rhythmus (erinnert an das Adagio) gekennzeichnet.
Die Durchführung beginnt ausgehend von f-Moll mit dem „Triller-Motiv“ vom Schlussabschnitt der Exposition im Wechsel mit einem Einwurf der solistischen Oboen. Dieses Oboenmotiv wird dann kurz als Staccato-Variante in den Streichern wiederholt. Anschließend läuft sich die Musik in Tonrepetition auf D fest, bis nur noch die 1. Violine im Piano übrig geblieben ist. In Takt 121 setzt dann das erste Thema in der Tonika B-Dur ein, wobei das Thema durch leichte Variation in Phrase 1 sowie die Beteiligung der Bläser zunächst verschleiert wirkt. Es handelt sich hier um Haydns letzte ausgedehnte „falsche Reprise“ in einer Sinfonie in der Tonika (spätere „falsche Reprisen“ in der Durchführung stehen nicht in der Tonika). Anschließend wird das Doppelschlagmotiv verarbeitet (ähnlich wie im ersten Forte-Block der Exposition) mit Moll-Trübungen, gefolgt von der durchlaufenden Achtelbewegung entsprechend dem zweiten Forte-Block der Exposition, teils wiederum mit größeren Intervallsprüngen sowie dynamischen Kontrasten.
Die Reprise ist gegenüber der Exposition in der ersten Hälfte stark verkürzt: Vom ersten Thema wird nur Phrase 1 gebracht, dann geht die Musik in direkt in die „grüblerische“ Passage über. Das zweite Thema ist ausgedehnt und in der Instrumentierung variiert. Der weitere Verlauf (energischer Forte-Block mit Achtelbewegung in teils großen Intervallsprüngen und Triller) ist ähnlich der Exposition strukturiert. Exposition sowie Durchführung und Reprise werden wiederholt.

### Zweiter Satz: Adagio
F-Dur, 2/4-Takt, 137 Takte
Das Thema des Variationssatzes besteht aus zwei wiederholten Abschnitten, die jeweils aus zwei fünftaktigen Phrasen aufgebaut sind (nicht wie sonst üblich viertaktige Phrasen). Die Streicher stellen das Thema mit seinem punktierten Rhythmus und der zweifach-klopfenden Tonrepetition vor (die Violinen spielen mit Dämpfer), am Ende des zweiten Abschnittes treten die Bläser in ausdrucksvoll-chromatischer Klangfarbe dazu.
- In Variation 1 (Takt 21 bis 40) ist das Thema in durchlaufende Figurationen der 1. Violine aufgelöst.
- In Variation 2 (Takt 41 bis 60) sind Solo-Flöte und Solo-Fagott stimmführend. Die 2. Violine begleitet als durchlaufende Zweiunddreißigstel-Bewegung, die übrigen Streicher begleiten im Pizzicato.
- In Variation 3 (Takt 61 bis 80) deuten Oboen und Violinen das Thema an, während Fagott, Viola und Bass in durchlaufenden Triolen begleiten.
- Anschließend wird das Thema wie am Satzanfang wiederholt (Takt 81 bis 102) mit veränderter Schlusswendung, die auf dem Quartsextakkord der Dominante abbricht.
- Den Schluss hat Haydn als ausführliche Coda gestaltet (Takt 103 bis 137), in der die Bläser anfangs über einer Streicherbegleitung den Themenkopf aufgreifen und dann weitere Themenelemente frei fortspinnen (z. B. das Akzent-Motiv der 1. Violine unter der erneut durchlaufenden Zweiunddreißigstelbewegung der 2. Violine (Takt 109 bis 116), die dreifach wiederholte Floskel vom Themenende (Takt 129 bis 131) oder als Schlusswendung die zweifach-klopfende Tonrepetition mit ihrem Auftakt).

### Dritter Satz: Menuetto
B-Dur, 3/4-Takt, mit Trio 59 Takte
Im ersten Teil des Menuetts kontrastiert die schreitende Forte-Wendung mit auftaktiger Triole, zweifacher Tonrepetition und Doppelschlag mit der leicht chromatisch gefärbten Piano-Antwort, die im zweiten Teil intensiv verarbeitet wird.
Das Trio steht ebenfalls in B-Dur und weist ungewöhnlicherweise eine ungerade, siebentaktige Abschnittsbildung auf (ähnlich im Allegro con brio mit fünftaktigen Phrasen). Zwei Soloviolinen tragen unisono – begleitet von den Streichern im Pizzicato – ihre ländlerartige Melodie vor, die durch zweifache Tonrepetition (erinnert an das Adagio sowie den Hauptteil vom Menuett), schleiferartige Vorschlagsfloskeln sowie „eine hervorspringende Drehfigur“ gekennzeichnet ist.

### Vierter Satz: Finale. Vivace
B-Dur, 4/4-Takt, 163 Takte
Das erste Thema mit seiner sanglichen, auf- und absteigenden Bewegung wird piano von den Violinen unter Begleitung des Basses vorgestellt. Es weist mit seiner Fünftaktigkeit eine ungerade Taktzahl auf (entgegen der sonst üblichen geraden Taktzahl, ähnlich beim Allegro con brio und im Trio). Das Thema wird forte vom ganzen Orchester mit leicht variierter Schlusswendung wiederholt. Die anschließende Frage-Antwort – Figur besteht aus dem Wechsel eines rhythmischen Motivs des ganzen Orchesters und einem Oboeneinwurf. Die rhythmische Figur der „Antwort“ wird dann kurz im Bass aufgegriffen, ehe Haydn mit Tremolo zur Dominante F-Dur wechselt. In F-Dur folgt nun erneut das erste Thema als Variante von Violinen und Viola vorgetragen. Der anschließende, energische Forte-Block enthält rasante Läufe sowie ein Motiv mit Oktavsprung im Staccato („Oktavsprung-Motiv“).
Im zweiten Thema (ab Takt 42, F-Dur) sind die solistischen Oboen und das Fagott stimmführend. Sie spielen ein einprägsames, volkstümliches Staccato-Thema mit Auftakt, das aus zwei Viertaktern besteht. Die kurze Schlussgruppe wiederholt die zweite Themenhälfte im ganzen Orchester und beendet die Exposition mit immer leiser werdenden Akkordschlägen in F-Dur.
Die Durchführung beginnen die Streicher pianissimo in der harmonisch fernen Mediante Des-Dur (nicht wie sonst üblich in der die Exposition abschließenden Dominante oder einer anderen, zur Tonika verwandten Tonart). In einer frühen Abschrift sind die stimmführenden Violinen hier mit „per licentiam“ (in einer Wiener Abschrift: „con permissione“, d. h. mit Erlaubnis) bezeichnet. Möglicherweise wollte Haydn damit scherzhaft um Entschuldigung für die damals ungewohnte harmonische Wendung bitten. Albert Christoph Dies berichtet bei seinem Besuch am 23. Mai 1805 von Haydns Antwort auf die Frage, ob Haydn ein System von Regeln befolgte, um den Beifall des Publikums zu bekommen:

„Daran habe ich im Feuer der Komposition nie gedacht; ich schrieb, was mich gut dünkte und berichtigte es nachher nach den Gesetzen der Harmonie. Andere Kunstgriffe habe ich nie gemacht. Ein paarmal nahm ich mir die Freiheit, zwar nicht das Ohr, aber doch die gewöhnlichen Regeln der Lehrbücher zu beleidigen, und unterschrieb die Stellen mit: con licenza.“

Das Thema wird dann nochmals in es-Moll wiederholt, anschließend wechselt Haydn im geheimnisvollen Piano mit „sich stockend vorwärts tastender Bewegung“ nach g-Moll, von wo aus eine Passage intensiver Verarbeitung des „Oktavsprung-Motivs“ startet.
Die Reprise ab Takt 96 ist gegenüber der Exposition teils variiert: Das erste Thema wird nicht wiederholt, die Passage vor dem zweiten Auftritt des ersten Themas ist dafür mit einem ausführlichen Orgelpunkt auf F verlängert. Ab dem zweiten Auftritt des ersten Themas entspricht der Verlauf weitgehend dem der Exposition. Das zweite Thema wird komplett von den solistischen Bläsern bestritten, wodurch eine besondere Klangfarbe entsteht. Exposition sowie Durchführung und Reprise werden wiederholt.